# Zecca di Antiochia

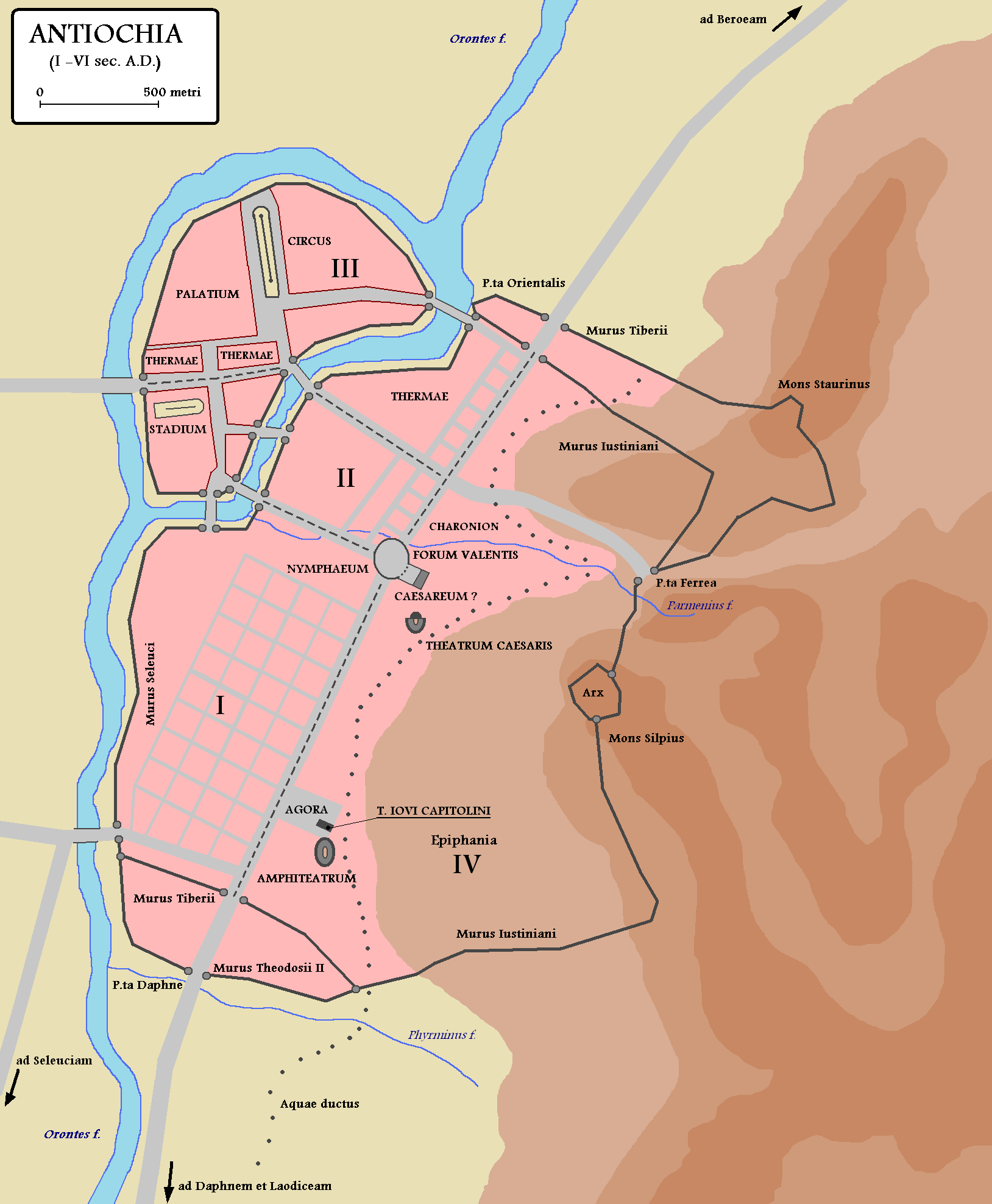
La zecca di Antiochia di Siria si trovava probabilmente a fianco del forum (piazza principale) dell'antica Antakya, come a in modo analogo accadde a Mediolanum.

La zecca e monetazione di Antiochia (Moneta) era l'edificio presso il quale vi fu la prima coniazione di monete sia in epoca seleucide sia in epoca imperiale romana ad Antiochia. Nel primo caso a partire da Antioco I (dal 281-280 a.C.), nel secondo caso a partire dall'Imperatore Vespasiano nel 69, come ci racconta qui sotto lo stesso Tacito:
(Tacito, Historiae, II, 82.)

## Edificio
Non conosciamo con precisione dove si trovasse l'edificio della zecca di Antiochia, possiamo solo presumere che si trovasse a fianco del forum (piazza principale) dell'antica Antakya, in modo similare a quanto accadde a Mediolanum.

## Storia e monetazione

### Periodo ellenistico
Le prime monete furono qui coniate, insieme alle altre zecche delle tre principali città del regno dei Seleucidi (Seleucia di Pieria, Laodicea e Apamea, che formavano la cosiddetta tetrapoli siriaca), già a partire da Antioco I (dal 281-280 a.C.).
| Primo periodo | Primo periodo         | Primo periodo                               | Primo periodo | Primo periodo | Primo periodo     | Primo periodo                                                                           |
| Immagine      | Valore                | Dritto                                      | Rovescio | Datazione     | Peso; diametro    | Catalogazione                                                                           |
| ------------- | --------------------- | ------------------------------------------- | --- | ------------- | ----------------- | --------------------------------------------------------------------------------------- |
|               | Æ                     | Testa alata di Medusa dx.                   | ΒΑΣΙΛΕΩΣ ΣΕΛΕΥΚΟΥ (BASILEŌS SELEUKOU), toro caricante a destra; Ξ (X) in esergo.                                                                                    | 280 a.C.      | 19mm (6.98 g, 3h) | SC 21.2b; WSM 925; SNG Spaer 23.                                                        |
|               | Tetradramma d'argento | Testa di Alessandro I Bala verso destra.    | Zeus seduto sul trono, rivolto verso sinistra; tiene una Nike nella sua mano destra.                                                                                | 150/145 a.C.  | ?                 | ?                                                                                       |
|               | Tetradramma d'argento | Testa di Alessandro II Zabina verso destra. | Zeus seduto sul trono, rivolto verso sinistra; tiene una Nike nella sua mano destra, uno scettro nella sinistra; ΙΣΙ a sinistra, una stella e una A sotto il trono. | 128/123 a.C.  | 16.83 gm          | SNG Spaer 2277 var. (Ð sotto il trono); Newell, SMA 327 var.(idem); Houghton, CSE, 298. |
| [ 2 ]         | Æ                     | Testa laureata di Zeus dx.                  | Zeus seduto sin., che tiene Nike e scettro; cap avanti cap sotto trono, BO[Σ] (data) in esergo.                                                                     | 41/40 a.C.    | 24mm (13.51 g)    | RPC I 4223; SNG Copenhagen 81.                                                          |

### Periodo romano

#### Da Augusto a Traiano (23 a.C. - 117 d.C.)
In seguito alla battaglia di Azio, Ottaviano, rimasto padrone incontrastato dell'intero mondo romano, pose in atto una prima ed importante riforma monetaria imperiale (tra il 23 ed il 20 a.C.), che prevedeva anche per le province romane di lingua greca una loro indipendente monetazione locale/provinciale. Le principali zecche furono, quindi, poste nelle località dell'Oriente romano più importanti "strategicamente" e/o popolose: ad Alessandria (per l'Egitto), Antiochia (soprattutto per la Siria e province limitrofe) e Caesarea per la Cappadocia.
Abbiamo notizia dallo storico Tacito, che sempre ad Antiochia furono coniate monete romane durante la guerra civile che vide coinvolto da una parte l'allora governatore di Siria, Vespasiano, poco dopo che fu proclamato Imperator dalle truppe in Alessandria d'Egitto (il 1º luglio del 69).
Durante il principato di Traiano, Antiochia fu la principale zecca provinciale per le emissioni di dracme e tetradracmi, che furono anche coniate in biglione.
| Primo periodo | Primo periodo         | Primo periodo                                                               | Primo periodo | Primo periodo | Primo periodo    | Primo periodo                                                                 |
| Immagine      | Valore                | Dritto                                                                      | Rovescio | Datazione     | Peso; diametro   | Catalogazione                                                                 |
| ------------- | --------------------- | --------------------------------------------------------------------------- | --- | ------------- | ---------------- | ----------------------------------------------------------------------------- |
|               | Tetradramma d'argento | KAISAPOS SEBASTOV, testa laureata dell'Imperatore Augusto.                  | ETOVC QK NIKHS, Tyche seduta verso destra, tiene un ramo di palma in mano; sotto il dio-fiume Oronte che nuota verso destra; sul campo verso destra i monogrammi UPATOS, poi IG e AVT. | 2 a.C.        | 14.83 g, 12h     | RPC I 4155; Prieur 54; SNG München 6 var. (Actian date)                       |
|               | Tetradramma d'argento | TIB KLAUDIO KAICAPOC GEPM C(EBAC?), testa laureata dell'Imperatore Claudio. | ΝΕΡΩΝΟC ΚΑΙCΑΡΟC ΓΕΡΜΑΝΙΚΟΥ, testa del figlio adottivo Nerone e busto con drappeggio.                                                                                                  | 50/54         | 14,72 gm         | RPC I, 4169.                                                                  |
|               | Denario d'argento     | IMP CAES VESP AVG P M COS IIII, testa laureata dell'Imperatore Vespasiano.  | Nessuna legenda, Vespasiano su una quadriga verso destra. | 72            | 18mm, 3.30 gm    | RIC II 364; RPC II 1931; RSC 643.                                             |
|               | Denario d'argento     | T CAES IMP VESP PO-N TR POT, testa laureata e busto con drappeggio.         | Un giudeo seduto a lutto sulla destra all'ombra di una palma, Tito in piedi sulla sinistra della palma in abito militare, ai piedi un elmo, tiene una lancia ed il parazonium.         | 72            | 3.34 gm          | RIC II 367 (Vespasian); RPC II 1934; Brin 93; BMCRE 518 (Vespasian); RSC 392. |
|               | Denario d'argento     | T CAES IMP VESP PON TR PO[T], testa laureata e busto con drappeggio.        | Nessuna legenda, Tito su una quadriga verso destra, tiene uno scettro ed un ramo d'ulivo.                                                                                              | 72            | 18mm, 3.52 g, 5h | RIC II 368 (Vespasian); RPC II 1935; Hendin 789; BMCRE 521; BN 324; RSC 395.  |
|               | Tetradramma d'argento | AVT • NEPOVAΣ • KAIΣ • ΣEB • ΓEPM • testa laureata e busto con drappeggio.  | ETOVΣ NEOV • IEPOV (in esergo), un'aquila in piedi dritta su un fulmine, con le ali aperte; una fronda di palma a destra, una lettera B barrata sopra l'ala sinistra.                  | 97-98         | 15.38 g, 12h     | McAlee 420; Prieur 150; Wruck 125.                                            |

#### Durante la guerra civile e sotto i Severi (193-235)
Oltre un secolo più tardi qui fu ancora battuta moneta, da parte di Pescennio Nigro, governatore di Siria, il quale si contrappose a Settimio Severo nel corso dell'ennesima guerra civile, ed avendo dalla sua parte le armate orientali (nove legioni), per le quali fu costretto ad emettere monete ai fini del loro mantenimento.
La zecca fu probabilmente chiusa da Settimio Severo, che punì la città di Antiochia spostando la capitale siriaca nella vicina Laodicea per alcuni anni, fino a quando il figlio Caracalla non convinse il padre a perdonare i suoi abitanti per aver parteggiato per Pescennio Nigro. In seguito la zecca fu aperta per un'emissione temporanea a favore di Eliogabalo della dinastia dei Severi.
| Primo periodo | Primo periodo         | Primo periodo                                                                                   | Primo periodo | Primo periodo | Primo periodo      | Primo periodo                                           |
| Immagine      | Valore                | Dritto                                                                                          | Rovescio | Datazione     | Peso; diametro     | Catalogazione                                           |
| ------------- | --------------------- | ----------------------------------------------------------------------------------------------- | --- | ------------- | ------------------ | ------------------------------------------------------- |
|               | denario d'argento     | IMP CAES C PESC NIGER IVS AVG COS II, testa laureata e busto con corazza.                       | FELICITAS TEMPOR, due cornucopiae che si incrociano. | 193/194       | 3,12 g             | RIC IV 15; BMCRE -; RSC -.                              |
|               | tetradracma d'argento | ANTWNINOC • CC • B • AVT K M A, testa laureata e busto con corazza e drappeggio verso sinistra. | •DHMARC EX • UPATO • TO • D •, un'aquila in piedi di fronte, la testa verso destra con le ali aperte, tiene una corolla nel becco, • D • • E • sotto ogni ala.  | 215/217       | 13.90 g, 11h       | Prieur 226; SNG München -; SNG Copenhagen 230; BMC 363. |
|               | aureo                 | IMP C M AVR ANTONINVS P F AVG, testa laureata e busto con corazza.                              | SANCT DEO SOLI, una quadriga orientata verso destra porta una pietra di Emesa, al di sopra della quale un'aquila, quattro parasoli ai lati; ELAGABAL in esergo. | 218/219       | 7.02 gm            | RIC IV 196A var.; BMCRE 273.                            |
|               | denario               | IMP ... SEV ALEXAND AVG, testa laureata e busto con drappeggio.                                 | VICTORIA [...G], la Vittoria che avanza verso destra, tiene in mano una palma ed una corona.                                                                    | 222           | 20 mm, 3.20 g, 12h | RIC IV, 302; RSC 561.                                   |

#### Durante il periodo dell'anarchia militare (235-286)
La riapertura della zecca di Antiochia avvenne molto probabilmente al tempo di Gordiano III, quando quest'ultimo emise una serie di antoniniani, continuata poi anche da Filippo l'Arabo. In Oriente con l'arrivo di Valeriano ad Antiochia nel 254 (sua nuova sede imperiale), la preesistente zecca non era più sufficiente a coniare moneta per i militari dell'area. Si rese così necessaria la costruzione di una seconda officina (nel 255). Con la sconfitta di Valeriano del 260, la zecca smise di battere moneta dal 262 per alcuni anni, forse fino a Claudio II che riattiverà la zecca.
Durante il regno di Aureliano, quest'ultimo dopo la vittoria ottenuta sulla regina di Palmira, Zenobia, emise ad Antiochia una nuova serie di aurei che ne celebrassero il trionfo sulla stessa ed il figlio Vaballato.
| Primo periodo | Primo periodo | Primo periodo                                                                                               | Primo periodo | Primo periodo | Primo periodo                                                                        | Primo periodo                                      |
| Immagine      | Valore        | Dritto | Rovescio | Datazione | Peso; diametro                                                                       | Catalogazione                                      |
| ------------- | ------------- | --- | --- | --- | ------------------------------------------------------------------------------------ | -------------------------------------------------- |
|               | antoniniano   | IMP CAES M ANT GORDIANVS AVG PM, testa radiata e busto con corazza e drappeggio.                            | PAX AVGVSTI, Pace in piedi verso sinistra, tiene in mano un rametto ed uno scettro. | 242-244 | 4.59 gm                                                                              | RIC IV 189a; RSC 174a.                             |
|               | antoniniano   | IMP C M IVL PHILIPPVS P F AVG PM, testa radiata e busto con corazza.                                        | PAX FVNDATA CVM PERSIS, Pace in piedi di fronte, tiene in mano un rametto ed uno scettro. | 244 | 22mm, 4.27 gm                                                                        | RIC IV 69; Hunter 120; RSC 113.                    |
|               | asse          | IMP P LIC VALERIANO AVG, testa di Valeriano con corona, indossa corazza;                                    | Aequitas AUGG, L'Aequitas in piedi verso sinistra, tiene una bilancia ed una cornucopia. | 253 ca. dopo che Antiochia tornò romana dopo l'assedio ed occupazione sasanide (del 252-253).                                    | 9.69 g, 11h;                                                                         | RIC, Licinius Valerianus, V 297; MIR 36, 1558c.    |
|               | antoniniano   | IMP C FVL QVIETVS AVG, testa radiata e busto con corazza.                                                   | ROMAE AETERNAE, Roma seduta verso destra su uno scudo, tiene in mano la Vittoria ed una lancia; una stella a sinistra.                                                                                      | 260/261 | 4.05 gm                                                                              | RIC V pt. 2, 9; RSC 11b.                           |
|               | antoniniano   | GALLIENVS AVG, testa di Gallieno con corona radiata verso destra, il busto con drappeggio e corazza;        | PAX FVNDATA, un trofeo di armi con due prigionieri sasanidi ai suoi piedi; una palma in esergo. | 264/265 per celebrare le armate romano-palmirene di Odenato che erano riuscite a raggiungere la capitale dei Sasanidi Ctesifonte | 3.51 gr;                                                                             | RIC, Gallienus, V pt. 1, 164; RSC 73; Göbl 738b.   |
|               | antoniniano   | IMP AURELIANUS AUG, testa laureata e busto con corazza e drappeggio verso destra di Aureliano; in esergo Δ; | VABALATHUS VCRIMDR (forse il significato è: Valabathvs V[ice]C[aesar]R[omani]IM[peri]D[estinatvs]R[ector]), testa laureata con drappeggio e corazza verso destra di Vaballato.                              | Novembre 270/Marzo 272 | 19 mm, 3.68 gr, 11 h; Zecca di Antiochia di Siria, quarta officina, prima emissione; | RIC V 381 corr.; BN 1246.                          |
|               | antoniniano   | S ZЄNOBIA AVG, busto verso destra con drappeggio.                                                           | IVNO REGINA, la regina Giunone in piedi verso sinistra, tiene una patera nella mano destra e uno scettro nella sinistra; ai piedi verso sinistra, un pavone in peidi verso sinistra; una stella a sinistra. | 272 | 3.64 g, 6h; 8° officina, seconda emissione.                                          | RIC V 2 corr. (no star); MIR 47, 360b/0; BN 1267a. |

#### Dalla tetrarchia a Costantino, unicoAugusto(285/296-324)
Dopo il 274 la zecca potrebbe essere stata nuovamente chiusa per un lungo periodo, a parte alcune coniazioni temporanee come: quando Diocleziano divenne Imperatore nel 285 o quando trascorse alcuni inverni nella capitale siriana durante le campagne sasanidi di Galerio (tra il 293 ed il 298).
| Primo periodo | Primo periodo | Primo periodo                                                | Primo periodo | Primo periodo | Primo periodo                                   | Primo periodo                                                                     |
| Immagine      | Valore        | Dritto                                                       | Rovescio | Datazione     | Peso; diametro                                  | Catalogazione                                                                     |
| ------------- | ------------- | ------------------------------------------------------------ | --- | ------------- | ----------------------------------------------- | --------------------------------------------------------------------------------- |
|               | argenteo      | CONSTANTIUS CAESAR, testa laureata e busto con corazza.      | VICTORIAE SARMATICAE, i 4 tetrarchi effettuano un sacrificio beneaugurante all'interno di 4 mura, *-Γ ai lati, ANT in esergo.                                                        | 294/295       | 3.36 gm                                         | RIC VI 33a; RSC 291b.                                                             |
|               | aureo         | DIOCLETIA-NUS AUGUSTUS, testa laureata e busto verso destra. | Diocleziano in piedi verso sinistra, tiene un globo ed uno scettro; una stella sulla sinistra; stella//SMAΣ in esergo.                                                               | 296/297       | 5.30 g, 6h                                      | Cfr. RIC VI 22 (CONSVL VII); Lukanc -; Depeyrot -; cf. Calicó 4440.               |
|               | Æ Follis      | IMP C GAL VAL MAXIMINUS PF AUG, testa laureata verso destra. | IOVI CONS-ERVATORI, Giove in piedi verso sinistra, tiene una lancia appoggiata a terra nella sinistra e nella destra una Vittoria; a sinistra una stella, a destra H, in esergo ANT. | 312           | (21 mm, 4.61 gr, 12 h; Antiochia (8° officina). | RIC IV.                                                                           |
|               | solido        | CONSTANT-INVS P F AVG, testa laureata verso destra;          | ADVENTVS AVGVSTI N(ostri?), Costantino I a cavallo verso sinistra, alza la mano destra e tiene una lancia; SMAN in esergo.                                                           | 324/325       | 4.52 gr                                         | RIC VII 48 var. (una stella sul retro); Alföldi 5 var. (idem); Depeyrot 41/1 var. |

#### Costantino e di Costantinidi (325-363)
Quando Costantino I divenne unico Augusto, dopo il 324; ma soprattutto quando il figlio di quest'ultimo, Costanzo II, soggiornò per lunghi anni (dal 337 al 350), per difendere il vicino limes orientale dall'avanzata dei Sasanidi di Shapur II.
| Costantino e i Costantinidi (325-363) | Costantino e i Costantinidi (325-363) | Costantino e i Costantinidi (325-363)                                                                                 | Costantino e i Costantinidi (325-363) | Costantino e i Costantinidi (325-363) | Costantino e i Costantinidi (325-363) | Costantino e i Costantinidi (325-363)               |
| Immagine                              | Valore                                | Dritto | Rovescio | Datazione                             | Peso; diametro                        | Catalogazione                                       |
| ------------------------------------- | ------------------------------------- | --- | --- | ------------------------------------- | ------------------------------------- | --------------------------------------------------- |
|                                       | solido                                | CONSTANTI-NVS MAX AVG, testa con diadema, busto con drappeggio e corazza verso destra;                                | VICTORIA CO-NSTANTINI AVG, la Vittoria avanza verso sinistra, tiene un trofeo nella destra ed una fronda di palma nella sinistra, appoggiata al braccio; (Cristogramma)-LXXII//SMAN in esergo.                                                                  | 335/336                               | 4.42 g, 12h                           | RIC VII 100; Alföldi 571; Depeyrot 49/1; Cohen 605. |
|                                       | solido                                | FL IVL CONSTANTIVS PERP AVG, testa con diadema di perle e busto con corazza.                                          | VICTORIA AVGUSTORVM, la Victoria seduta verso destra su una corazza, su cui è scritto VOT/XV/MVLT/XX su quattro linee su uno scudo che tiene in mano, aiutata da un picco genio; SMANΔ in esergo. Con questa moneta vengono celebrati i quindici anni di regno. | 352                                   | 4.51 gr                               | RIC VIII 25; Depeyrot 5/3.                          |
|                                       | solido                                | FL IVL CONSTANTIVS PERP AVG, testa frontale con diadema di perle e busto con corazza, deitro una lancia ed uno scudo. | GLORIA REPVBLICAE, Roma e Costantinopoli tengono uno scudo tra di loro con scritto VOT XXX MVLT XXXX; SMANΔ in esergo. | 361                                   |                                       | RIC VIII, 165.                                      |
|                                       | solido                                | FL CL IVLIA-NVS P P AVG, testa con diadema di perle e busto con corazza e drappeggio verso destra.                    | VIRTUS EXERCITUS ROMANORUM, Soldato in piedi verso destra, tiene un trofeo ed afferra per i capelli un prigioniero legato; ANTI in esergo. | 363                                   | 4.47 gr                               | RIC VIII 201; Depeyrot 15/2.                        |

#### Da Gioviano al VII secolo (363 al VII secolo)
| Primo periodo | Primo periodo | Primo periodo                                                           | Primo periodo | Primo periodo | Primo periodo  | Primo periodo                                          |
| Immagine      | Valore        | Dritto                                                                  | Rovescio | Datazione     | Peso; diametro | Catalogazione                                          |
| ------------- | ------------- | ----------------------------------------------------------------------- | --- | ------------- | -------------- | ------------------------------------------------------ |
|               | solido        | DL IOVIAN-US P E P AVG, testa con diadema di perle e busto con corazza. | SECURITA-S REI PUBLICAE, Roma e Costantinopoli tengono uno scudo tra di loro con scritto su quattro righe VOT/V/MVL/X; ANTE in esergo.                         | 363/364       | 4.41 gr        | RIC VIII 223; Depeyrot 18/2.                           |
|               | solido        | D N VALENS P F AVG, testa con diadema di perle e busto con corazza.     | RESTITUTOR REI PUBLICAE, Valente in piedi verso destra tiene un labaro e la Vittoria su un globo; ANTA* in esergo.                                             | 365           | 4.41 gr        | RIC IX 2d.xxix; Depeyrot 22/2.                         |
|               | solido        | D N GRATI-ANVS AVG, testa con diadema di perle e busto con corazza.     | VICTORIA AVGVSTORVM, Vittoria seduta verso destra sta scrivendo su uno scudo, in quattro righe la scritta VOT/V/MVL/X; cristogramma a destra; ANOBE in esergo. | 372           | 4.40 gr        | RIC IX 21(c) var. (diadema e officina); Depeyrot 38/9. |
|               | asse          | AEL FLAC-CILLA AUG, testa con diadema e busto con drappeggio.           | SALVS REI-PVBLICAE, l'imperatrice in piedi verso sinistra, il viso rivolto verso destra, tiene una pergamena tra le mani, ANTE in esergo.                      | 383/388       | 22mm, 5.72 gm  | RIC IX 62; LRBC 2760.                                  |